# Пиетро Аркари
Пиетро Аркари (на италиански: Pietro Arcari) е бивш италиански футболист, нападател.

## Кариера
Аркари играе през 1930-те години за Милан и Дженоа, а след това и за Кремонезе и Наполи. Има 256 мача в Серия А, отбелязвайки 80 гола.
В сезон 1933/34 той вкарва 16 гола за Милан, завършвайки сезона като пети най-добър голмайстор в Серия А, което води до избора му от треньора Виторио Поцо за националния отбор за Световната купа през 1934 г. на домашна почва. Италия печели титлата, въпреки че Аркари не ирае в нито един мач от турнира. Следователно, той е един от само четиримата играчи в историята на италианския национален отбор, които стават световни шампиони, но никога не играят.

## Отличия

### Отбoрни
Дженоа
- Копа Италия: 1937

### Международни
Италия
- Световно първенство по футбол: 1934